# Oregon Health & Science University

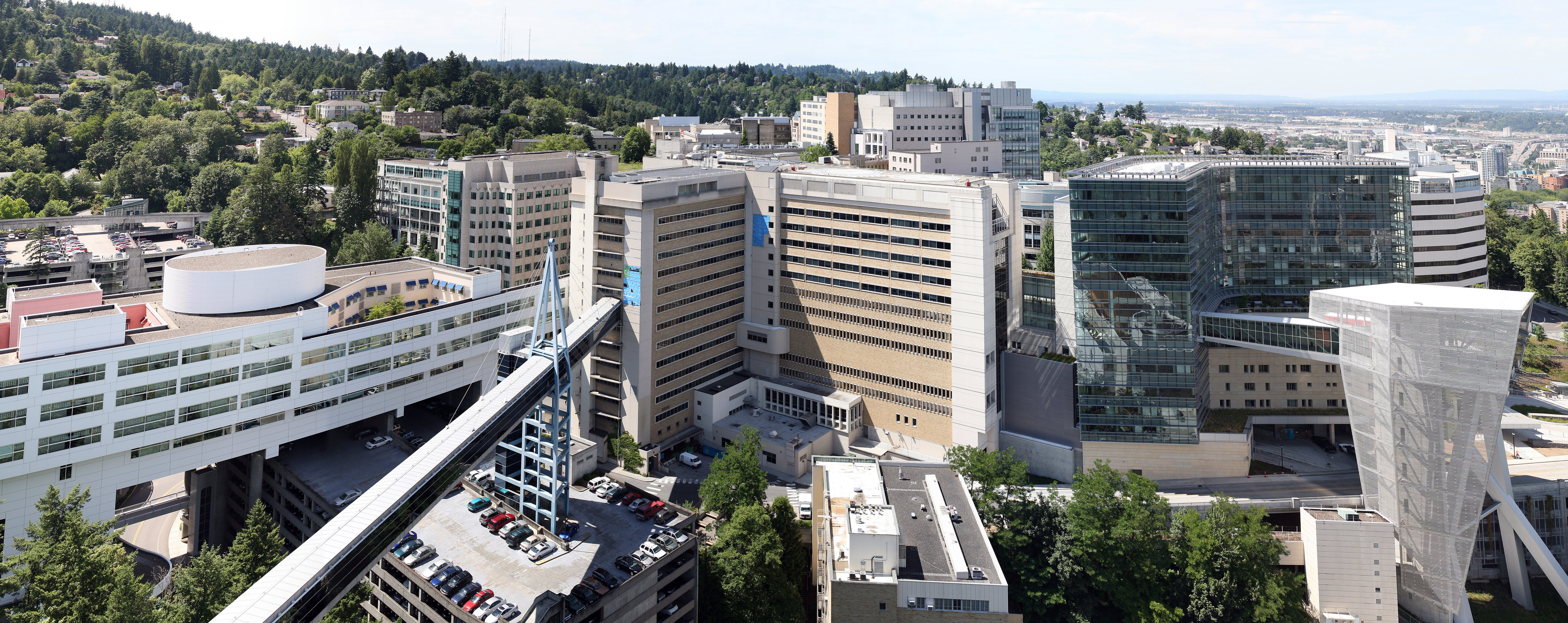
Hauptcampus

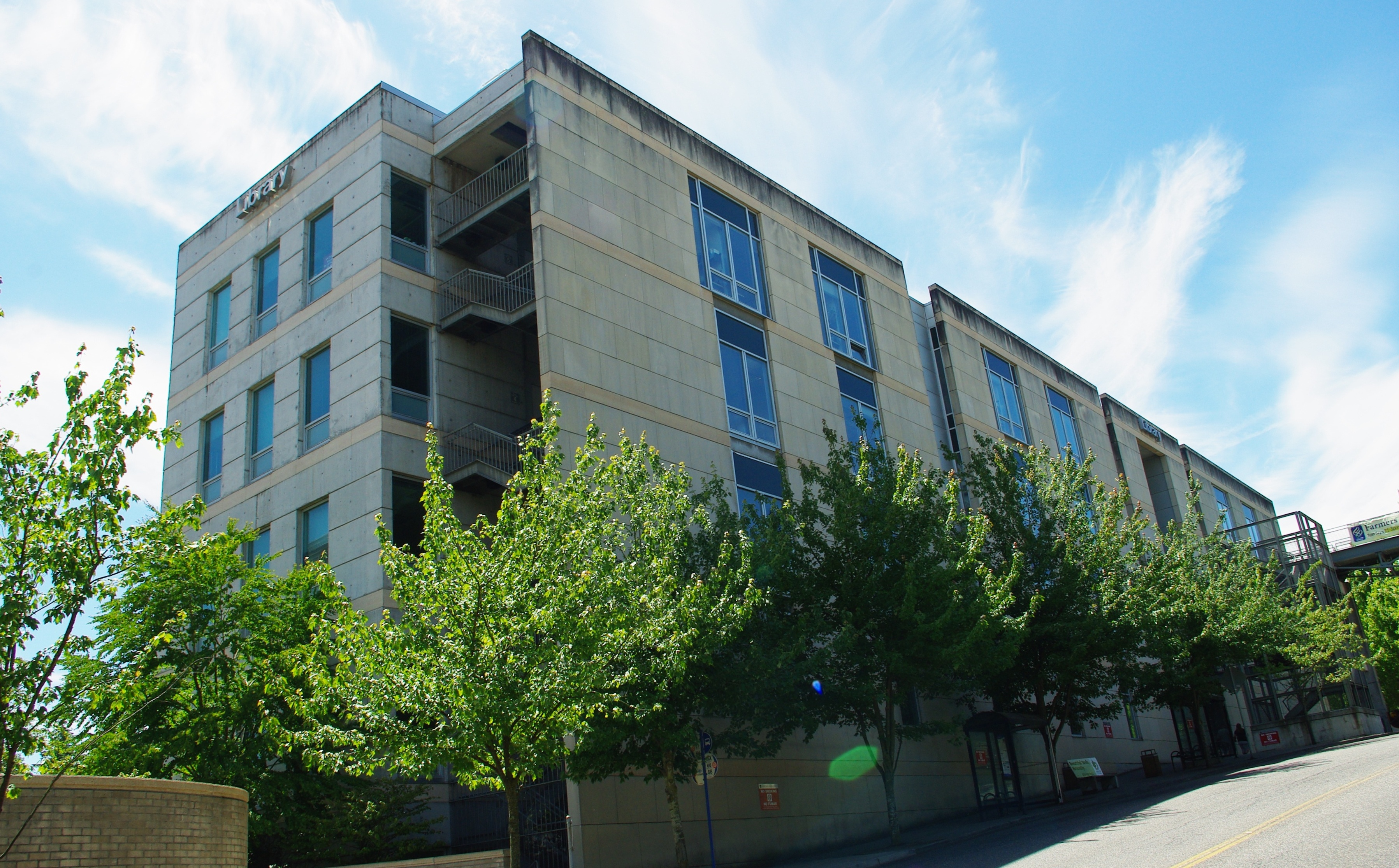
Bibliothek

Die Oregon Health and Science University OHSU ist eine staatliche medizinische Hochschule in Portland im US-Bundesstaat Oregon. Die Universität ist mit dem Hauptcampus und den zwei darauf befindlichen Universitätskliniken der größte Arbeitgeber in Portland. Ein Nebencampus befindet sich in Hillsboro. Eine enge Zusammenarbeit findet im Bereich der Lehre mit den Hochschulen des Oregon University System statt.

## Geschichte
Die Vorgängerorganisation der heutigen Hochschule war die 1867 gegründete Willamette University, School of Medicine in Salem. Die Willamette University und die University of Oregon vereinigten 1913 ihre medizinische Ausbildung zur University of Oregon schools of Medicine, Dentistry, and Nursing. Im Jahre 1974 wurden dann die Fakultäten zu einer eigenständigen, von der University of Oregon unabhängigen Hochschule unter dem Namen University of Oregon Health Sciences Center vereint. Umbenannt 1981 in Oregon Health Sciences University wurde sie 2001 unter Vereinigung mit der OGI School of Science and Engineering zur heutigen Universität.

## Organisation und Studium

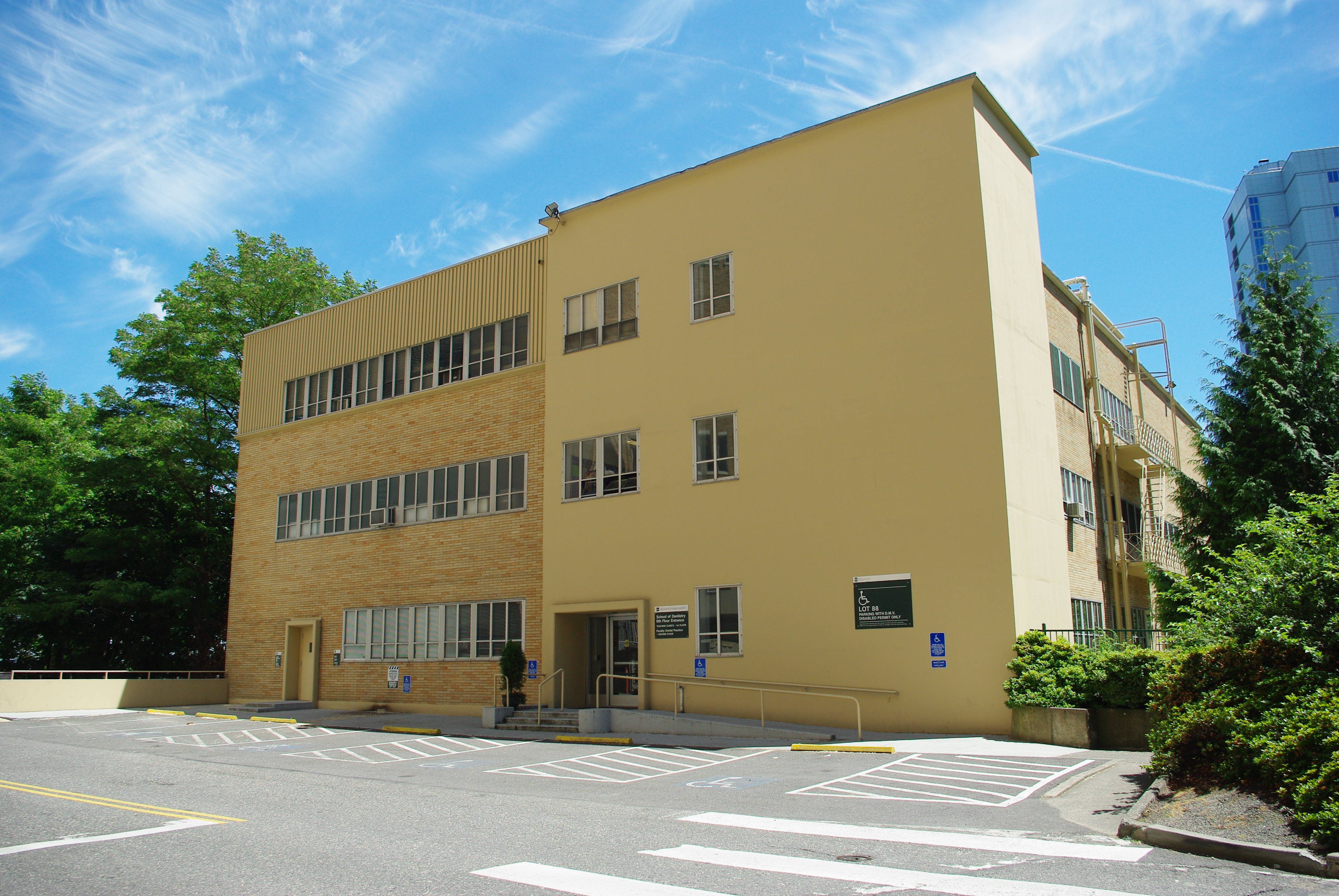
School of Dentistry

Die Universität ist in folgende Schulen gegliedert:
- School of Medicine
- School of Nursing
- School of Dentistry
- School of Science & Engineering
- School of Pharmacy (zusammen mit der Oregon State University)

## Persönlichkeiten
Professor
- Donald Trunkey, 1986 bis 2007 Professor für Chirurgie

Forschung
- Brian Druker, Forscher im Bereich der chronischen myeloische Leukämie
- Napoleone Ferrara, Angiogenese-Forscher
- Shoukhrat Mitalipov, Leiter des Center for Embryonic Cell and Gene Therapy

Absolventen
- John Kitzhaber,  35. Gouverneur des Bundesstaates Oregon
- Vic Snyder, Politiker